# La pace
La pace (Εἰρήνη) è una commedia di Aristofane messa in scena nel 421 a.C., in un clima di speranza per il futuro dovuto alla recente firma della cosiddetta pace di Nicia. Il titolo trae il nome da Eirene, dea della pace.

## Trama
Ad Atene la guerra del Peloponneso imperversa e la Grecia è provata dal protrarsi di questa guerra infinita. Trigeo, vignaiolo dell'Attica, esausto per le tribolazioni patite, si risolve a tentare di incontrare le divinità olimpiche per chiedere loro la liberazione della Pace, ossia la dea Eirene, che permetta la cessazione delle ostilità tra Atene e Sparta. Vola così verso il cielo a cavallo di uno scarabeo stercorario (una parodia di alcuni temi trattati nelle tragedie).
Tuttavia il viaggio riserva una triste sorpresa: gli dei hanno abbandonato i cieli di Grecia, disgustati dalla cattiveria umana. Ad annunciarglielo è Ermes, l'unico ancora rimasto perché custode delle masserizie. Trigeo assiste alle azioni del gigante Polemos e del servo Tumulto, due tipacci che hanno sequestrato la Pace in un antro custodito da enormi macigni e si accingono a maciullare le poleis greche in un mortaio.
Tale mortaio non può peraltro essere utilizzato a causa della mancanza di un pestello, ovvero un uomo capace, un bel mestatore, in grado di trascinare le poleis in una lotta fratricida. Uomini del genere un tempo abbondavano in terra di Grecia: Cleone l'ateniese, per esempio, oppure Brasida, il pestello spartano. Ma entrambi sono ormai morti.
Trigeo, appresa la notizia, capisce che è il momento favorevole per agire, ossia chiamare a raccolta tutti i greci e, insieme, liberare Eirene dalla sua prigione. Ne nasce una sequenza di equivoci alla fine dei quali, tra i popoli dell'Ellade, solo i contadini danno prova di possedere le doti di concordia necessarie a reggere l'impresa. Ma alla fine i macigni sono rimossi e la Pace può riemergere dalle viscere della terra, con gran dispiacere di mestatori mercanti di armi. Regge in braccio il piccolo Pluto, simbolo dei beni che si possono trarre dalla natura e si accompagna ad Opora, la stagione del raccolto, e a Teoria, la Festa.
Trigeo e Opora scatenano la gioia di tutti, manifestando, a sorpresa, l'intenzione di sposarsi. La scena si chiude allora con un komos nuziale condito da lazzi salaci, oscenità e piccanti allusioni. Non si venderanno più armi, non si vestiranno più elmi, né si mangerà più cacio e cipolle, e la vita non si consumerà più in terribili guerre.

## Commento

### Speranza e fantasia
L'opera venne messa in scena in un clima di speranza e di ottimismo per il futuro, poiché quello stesso anno era stata firmata la pace di Nicia, una tregua cinquantennale che avrebbe dovuto imprimere una svolta pacifica alla Guerra del Peloponneso, ma che nel giro di pochi anni si sarebbe rivelata illusoria. In questo clima di speranza, Aristofane scrive un'opera che segna una svolta nella sua produzione, poiché libera la fantasia: il protagonista non è vincolato dai limiti di spazio e tempo, lo vediamo infatti salire verso il cielo per incontrare gli dei. Negli anni seguenti, anche altri protagonisti di commedie di Aristofane faranno lo stesso percorso (Gli uccelli) o scenderanno agli inferi (Le rane).
La pace è un'opera ricca di trovate divertenti nella prima parte, tuttavia, una volta che la Pace è stata liberata, l'azione si frammenta in una serie di episodi che avevano probabilmente il compito di scatenare la risata nel pubblico, ma che in generale appaiono meno riusciti.
In polemica con gli autori che si conquistavano il favore del pubblico regalando leccornie prima delle rappresentazioni, Aristofane arrivò a distribuire agli spettatori presenti alla prima della commedia un chicco di grano.